# Укропи Донбасу
«Укропи Донбасу» — документальна стрічка головного режисера телекомпанії Магнолія-ТВ, Заслуженого журналіста України Руслана Горового. Фільм оповідає про життя на Сході України в умовах бойових дій та окупації.
Оповідь веде подружжя жителів Луганської області, що через лояльність до держави та допомогу українському війську близько трьох місяців провели в полоні у проросійських бойовиків. Вони не лише розповідають свою особисту історію, але й діляться поглядами щодо багатьох актуальних питань. Головні герої картини — російськомовні, авторського тексту в фільмі немає. В фільмі максимально передані почуття героїв, і одним із засобів цього є їх жива мова. Таким чином, мова фільму — російська.
Прем'єра відбулася в ефірі каналу ЧП.інфо 11 квітня 2015 року. Повторні телевізійні покази пройшли наступного дня та 9 травня.
Документальним фільмом, як таким, що зображає актуальні події на Сході України зацікавились громадські активісти та представники діаспори, а з кінця 2015 також українська дипломатія. З весни 2015 покази кінострічки були організовані в десятках міст зарубіжжя:
- в травні 2015 в Москві в рамках фестивалю «Муза непокорных - 2015»[2];
- протягом літа 2015 пройшли покази в Польщі, Німеччині та Туреччині[3];
- восени покази фільму «Укропи Донбаса» пройшли в Іспанії (Барселона, Таррагона, Гісона[en], Віласека)[4];
- паризькі глядачі зі стрічкою познайомилися у грудні 2015[5];
- взимку також відбулися покази в Швеції[6] (Стокгольм, Мальме, Гетеборг);
- покази проходили в рамках виставки Ukraine EXISTS, що відбувалася 11—22 січня 2016 в штаб-квартирі ООН у Нью-Йорку[7][8].

Руслан Горовий, як добровільний помічник ЗСУ, учасник благодійної ініціативи «Вільні UA», використовує свій твір для нагадування світові про долю українців Донбасу та збору коштів. Виставка Ukraine EXISTS у рамках якої, серед іншого, демонструється відео Руслана Горового, в лютому 2016 продовжує мандрівку Сполученими Штатами.

## Див.також
- Рей Вікторія Володимирівна